# Mark Recchi
Vous lisez un « bon article » labellisé en 2009.
Temple de la renommée : 2017
Mark Louis Recchi (né le 1er février 1968 à Kamloops en Colombie-Britannique au Canada) est un joueur professionnel canadien de hockey sur glace. Il a joué au plus haut niveau pendant plus de vingt saisons et sa ville natale a baptisé la rue passant devant la patinoire : Mark Recchi Way.
Il a gagné une Coupe Stanley, trophée ultime de la Ligue nationale de hockey (également désignée par le sigle LNH), au cours de la saison 1990-1991 avec les Penguins de Pittsburgh où il jouait aux côtés de joueurs comme Mario Lemieux, Jaromír Jágr, Ron Francis ou encore Tom Barrasso, une autre en 2005-2006 avec les Hurricanes de la Caroline aux côtés de Eric Staal, Justin Williams, Rod Brind'Amour et Martin Gerber, puis sa dernière en 2010-2011 avec les Bruins de Boston.

## Carrière

### Carrière junior
Recchi commence sa carrière junior en jouant avec les Bruins de New Westminster de la Ligue de hockey de l'Ouest en 1984-1985 puis deux saisons plus tard, il rejoint l'équipe junior de sa ville natale, les Blazers de Kamloops. Pour sa première saison de retour chez lui, l'équipe termine à la première place de la WHL et Recchi totalise 76 points. Les Blazers perdent en finale de division des séries éliminatoires contre les Cougars de Victoria, l'avant-dernière équipe qualifiée pour les séries. En 1987-1988, il est le meilleur passeur de la saison régulière en réalisant 93 passes décisives. Il finit également troisième pointeur de la saison avec 154 points soit 6 de moins que les deux meilleurs joueurs de la saison : Joe Sakic des Broncos de Swift Current et Theoren Fleury des Warriors de Moose Jaw. Son équipe termine à la première place de sa division et se qualifie une nouvelle fois pour les séries. Cette année, les Blazers perdent en finale contre les Tigers de Medicine Hat 4 matchs à 2. Recchi finit meilleur pointeur des séries avec 31 points en 17 matchs. Il reçoit également le trophée plus-moins de la WHL avec un différentiel plus-moins de +77.

### Carrière professionnelle

#### Avec les Penguins de Pittsburgh

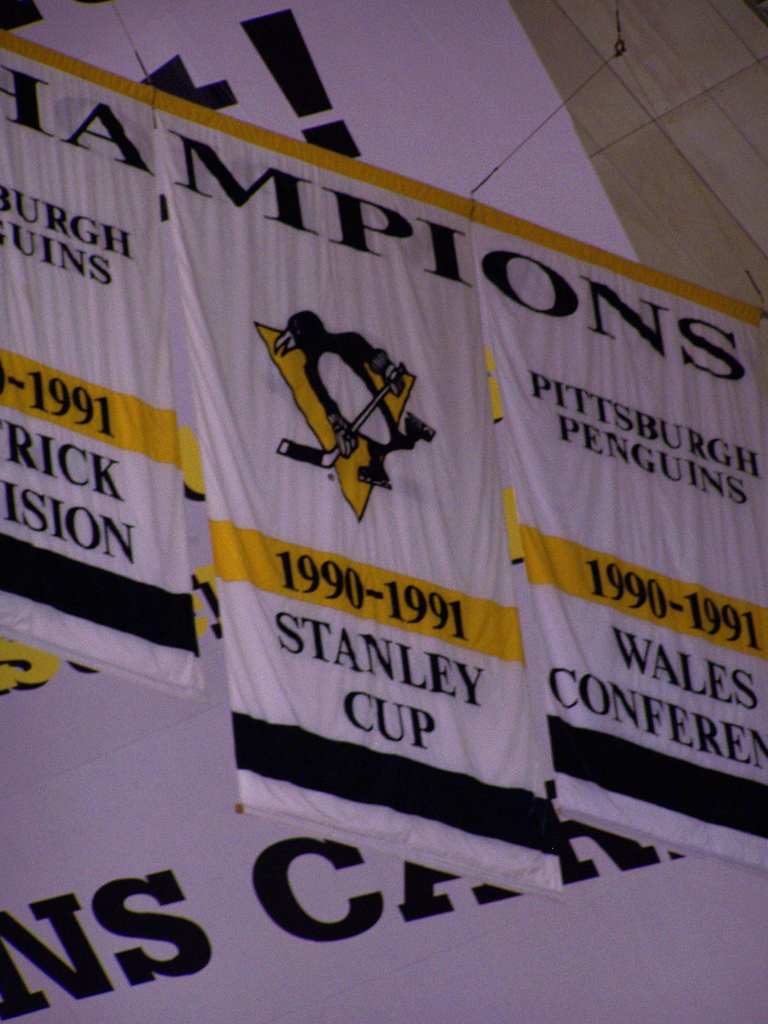
Les bannières accrochées dans le Mellon Arena et commémorant les titres de 1991.

Quelques mois plus tard, il participe au repêchage d'entrée dans la Ligue nationale de hockey et est l'un des choix des Penguins de Pittsburgh à la 67e position lors de la quatrième ronde. Peu de temps après, son équipe junior décide d'honorer le joueur en retirant son maillot, le numéro 8.
Pour la saison 1988-1989, Recchi ne joue que quinze matchs dans la LNH passant le reste de la saison dans la Ligue internationale de hockey pour l'équipe affiliée à la franchise des Penguins : les Lumberjacks de Muskegon. Deuxième pointeur de l'équipe derrière Dave Michayluk avec 99 points contre 122, Recchi aide l'équipe à terminer à la première place de la saison régulière puis avec 21 points au cours des séries, le même total que Michayluk, à remporter la Coupe Turner du champion des séries,.
Il commence la saison suivante avec les Lumberjacks mais au bout de 4 matchs il est appelé pour jouer dans l'équipe de Pittsburgh. Les Penguins manquent la qualification pour les séries de la Coupe Stanley mais Recchi termine tout de même à la sixième place des pointeurs de l'équipe derrière Mario Lemieux, Paul Coffey, John Cullen, Rob Brown et Kevin Stevens, Brown étant un autre joueur des Blazers de Kamloops. Recchi termine deuxième meilleur buteur pour les rookies avec 67 points. Recchi remporte le trophée de rookie des Penguins, le trophée Michel Brière mais celui de rookie de la LNH est remporté par un joueur âgé de 30 ans : Sergueï Makarov des Flames de Calgary.
La saison 1990-1991 est la saison de la consécration, à la fois pour les Penguins mais également pour Recchi. Il profite de la blessure de Lemieux et de son absence pendant les 50 premiers matchs de la saison pour imprimer sa marque dans l'histoire des Penguins. Il est ainsi le meilleur passeur, le meilleur buteur — à égalité avec Stevens — et logiquement le meilleur pointeur de la saison régulière des Penguins. Il dépasse ainsi pour la première fois de sa carrière la barre symbolique des 100 points, avec presque le double des points de la saison passée : 113 points décomposés en 40 buts et 73 passes décisives. Il termine quatrième meilleur pointeur de la saison derrière Wayne Gretzky (163 points), Brett Hull (131) et Adam Oates (115). Au cours de la saison, il connaît la première de ses nombreuses futures sélections pour jouer le Match des étoiles de la LNH en compagnie de Cullen, Coffey et Stevens.
Au niveau collectif, les Penguins terminent à la première place de leur division et se qualifient alors pour les séries. Ils vont petit à petit passer tous les tours des séries pour finalement remporter la première Coupe Stanley de leur histoire en battant les North Stars du Minnesota en finale.
Recchi reçoit le prix du meilleur joueur de l'équipe selon ses coéquipiers et celui du meilleur joueur selon les dirigeants. Recchi reçoit également le Booster club award en étant le joueur avec le plus d'étoiles à la suite des matchs à domicile.

#### Avec les Flyers de Philadelphie
Recchi commence la saison suivante avec les Penguins mais après une soixantaine de matchs, le 19 février 1992, la direction des Penguins menée par Craig Patrick s'arrange avec celle des Flyers de Philadelphie pour réaliser un échange de joueurs entre les deux équipes. Recchi, Brian Benning et le choix de première ronde des Kings de Los Angeles au repêchage de 1992 — choix obtenu plus tôt dans la journée et qui est Jason Bowen — sont ainsi échangés en retour de Rick Tocchet, Kjell Samuelsson, Ken Wregget et d'un choix conditionnel.
Il inscrit son premier but sous ses nouvelles couleurs trois jours plus tard lors d'une défaite contre les Capitals de Washington. Alors que les Flyers vont manquer les séries, Recchi est mis en avant en étant sélectionné dans la seconde équipe d'étoiles de la LNH. Pendant ce temps, son ancienne franchise réalise le doublé avec un titre contre les Blackhawks de Chicago.
Au début de la saison 1992-1993, le jeune Eric Lindros fait ses débuts dans l'équipe et il est aligné avec Recchi et Brent Fedyk. Le trio est alors connu sous le nom de « Crazy Eights line », Lindros portant le 88, Fedyk le 18 et Recchi le 8. Recchi finit la saison régulière à la première place des pointeurs de l'équipe avec un total de 123 points, le plus haut total inscrit dans l'histoire des Flyers. Malgré ça, il n'est que le dixième pointeur de la saison avec 37 points de moins que le meilleur de la saison : son ancien coéquipier Mario Lemieux. Encore une fois, les Flyers finissent loin dans le classement de la conférence et manquent les séries éliminatoires. Recchi reçoit le titre de meilleur joueur de la saison pour les Flyers, le trophée Bobby Clarke. Il remporte également le trophée à la mémoire de Yanick Dupré pour sa disponibilité pour les médias.
La saison suivante ressemble beaucoup à la saison 1992-1993 : Recchi termine meilleur pointeur de l'équipe et reçoit le trophée Clarke mais malgré ses 107 points, l'équipe manque une nouvelle fois les séries.

#### Avec les Canadiens de Montréal

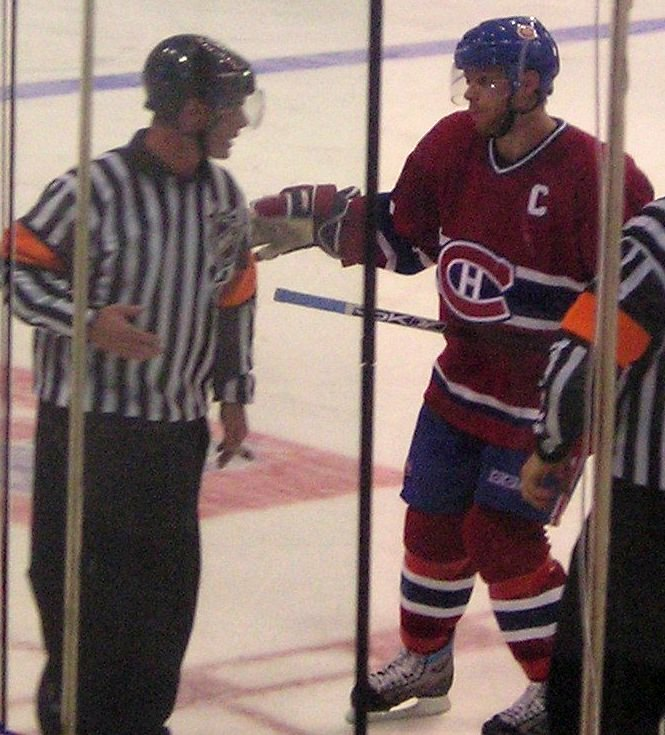
Saku Koivu et Recchi ont partagé leur chambre en déplacement pendant quatre saisons (ici en photographie en 2007).

Recchi est censé jouer toute la saison 1994-1995 avec les Flyers mais la saison régulière est écourtée en raison d'une grève de 103 jours qui prend fin le 11 janvier. La saison débute finalement une quinzaine de jours plus tard. Le 5 février 1995, la direction des Flyers se sert de lui comme d'une monnaie d'échange pour faire venir au sein de l'équipe Éric Desjardins, Gilbert Dionne et John Leclair, en provenance des Canadiens de Montréal.
En 39 matchs, il inscrit un total de 43 points et termine ainsi le meilleur pointeur de l'équipe. Malgré tout, il joue une nouvelle fois dans une équipe qui manque les séries : c'est la quatrième saison consécutive sans phase finale pour le canadien. Pour Montréal, il s'agit de la première absence depuis 25 ans. Une grande amitié débute alors entre Recchi et Saku Koivu, les deux joueurs partageant leur chambre lors des matchs à l'extérieur des Canadiens pendant les quatre saisons jouées ensemble.
Lors de la saison suivante, il ne manque pas un seul match — performance qu'il réalise également lors des deux saisons suivante — et finit troisième pointeur de l'équipe avec 78 points. La franchise se qualifie pour les séries avec une sixième place de la conférence mais est éliminée par les Rangers de New York 4 matchs à 2.
En 1996-1997, Recchi termine deuxième pointeur de l'équipe avec un point de moins de que son capitaine Vincent Damphousse. Il est cependant l'unique représentant des Canadiens lors du 47e Match des étoiles de la LNH qui se joue à San José. Il inscrit alors trois buts et est élu Most Valuable Player du match. À l'issue des 82 matchs de la saison, les Canadiens sont une nouvelle fois qualifiés pour les séries mais encore une fois, ils perdent en première ronde contre les Devils du New Jersey et leur gardien vedette Martin Brodeur. Recchi est honoré par les Canadiens et reçoit la Coupe Molson du meilleur joueur de la saison.
Recchi finit une nouvelle fois à la première place des pointeurs de l'équipe en 1997-1998 avec un total de 74 points. Les Canadiens finissent quatrième de leur division mais se qualifient néanmoins pour les séries. Au premier tour, Recchi retrouve son ancienne équipe, meilleure équipe de la division sur la saison régulière, les Penguins de Pittsburgh. Les Canadiens passent le premier tour grâce à une victoire en six matchs, 4-2 pour affronter les Sabres de Buffalo emmenés par Dominik Hašek en deuxième ronde. Les Sabres ne font qu'une bouchée des Canadiens et ils remportent la série en gagnant les quatre match. Recchi inscrit 12 points en 10 matchs de série disputés et remporte une nouvelle fois la Coupe Molson.

#### De retour avec les Flyers

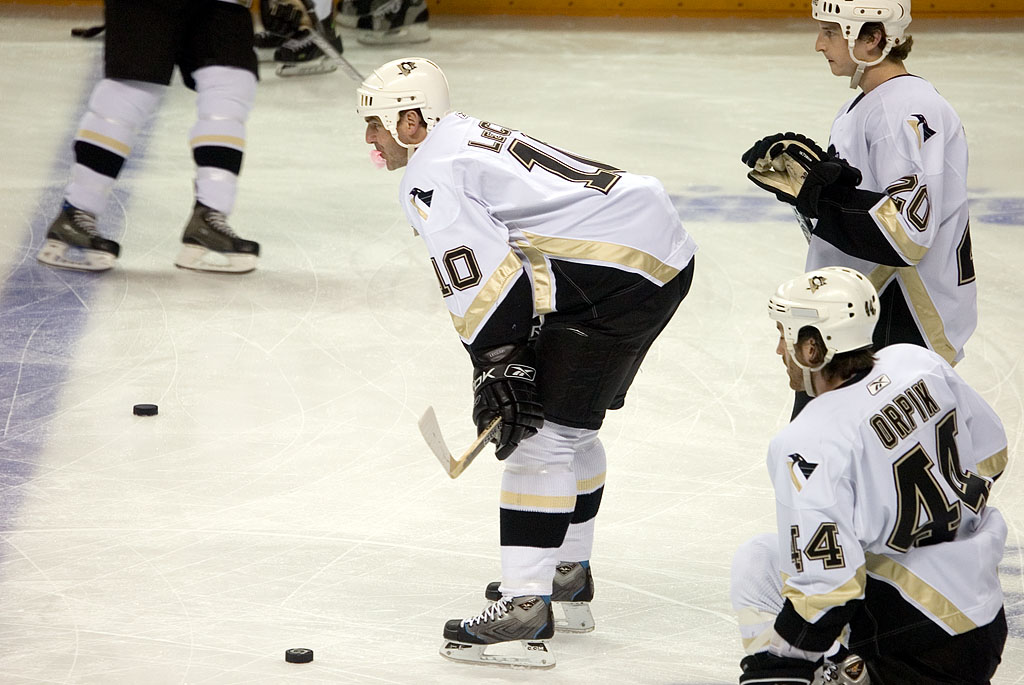
John LeClair (ici avec le numéro 10 sous le maillot des Penguins de Pittsburgh) et Recchi ont été coéquipiers entre 1999 et 2007.

Recchi ne joue pas l'intégralité de la saison 1998-1999 avec les Canadiens : au bout de 61 matchs, il retourne jouer pour les Flyers, les Canadiens souhaitant tenter de relancer la machine. Il est échangé le 10 mars 1999 en retour de Dainius Zubrus, un choix de deuxième ronde en 1999 et un choix de sixième ronde obtenu auparavant aux Islanders de New York. Malgré cet échange, il finit la saison en tant que meilleur pointeur des Canadiens. Il inscrit son premier but pour son retour avec les Flyers lors de son premier match, le lendemain de son transfert, contre l'Avalanche du Colorado. Il retrouve alors Eric Lindros mais découvre également John LeClair, contre qui il avait été échangé en 1995. Il joue les six matchs de son équipe lors des séries, les Flyers étant éliminés dès le premier tour par les Maple Leafs de Toronto. Malade d'une pneumonie en décembre 1994, il met fin à une série de 570 matchs consécutifs sans interruption dans la LNH, le huitième plus haut total dans l'histoire de la ligue.
La saison suivante est pour Mark Recchi une saison de records qui tombent. Ainsi, le 13 novembre 1999, il joue son 800e match, le 27 décembre 1999, il marque son 350e but de sa carrière et le 17 janvier 2000, il inscrit sur une passe décisive son 900e point. Une nouvelle fois, il joue l'intégralité de la saison et alors que LeClair termine meilleur buteur, il est le deuxième de l'équipe mais également le meilleur pointeur de l'équipe et le meilleur passeur de toute la ligue. Son total de points, 91, est le troisième plus haut total de la LNH trois points derrière Pavel Boure des Panthers de la Floride et cinq derrière Jaromír Jágr de Pittsburgh. Les Flyers terminent la saison à la première place de la division et ils vont passer les deux premiers tours des séries avant d'échouer en finale de conférence contre les Devils du New Jersey, futurs vainqueurs de la Coupe. Avec 18 points en autant de rencontres, il est le meilleur pointeur de l'équipe et reçoit logiquement le trophée Clarke des Flyers en tant que MVP.
Il continue sur sa lancée pour la saison 2000-2001 inscrivant son 1 000e point de carrière le 13 mars 2001 et devenant ainsi le 60e joueur de l'histoire à dépasser ce cap symbolique. Il est encore une fois le meilleur pointeur et passeur de l'équipe avec 50 passes et 70 points. Les Flyers glissent à la deuxième place de division, laissant l'honneur de la première place aux champions en titre, les Devils. Malgré cette deuxième place, les Flyers perdent au premier tour des séries contre les Sabres de Buffalo. Roman Čechmánek, le nouveau gardien de l'équipe remporte le trophée de MVP de l'équipe. Il est le candidat de l'équipe pour recevoir le trophée Bill-Masterton pour le joueur ayant démontré le plus de qualité de persévérance et d'esprit d'équipe. Adam Graves des Rangers de New York est finalement le lauréat du trophée.
En 2001-2002, Recchi baisse un peu de rythme et il laisse les devants de la scène de l'équipe à Simon Gagné pour le plus haut total de buts et Jeremy Roenick pour celui des passes décisives et des points. Il finit tout de même troisième de l'équipe avec deux et trois points de moins que ses deux coéquipiers. Il devient également au cours de cette saison le 177e joueur de l'histoire à dépasser la barre des 1 000 matchs joués dans la LNH. Ce 1 000e match est disputé sur la glace de sa première équipe professionnelle, les Penguins. Au cours du match, il réalise deux passes décisives pour la victoire 4-1 de son équipe. Les Flyers remportent une nouvelle fois la division Atlantique mais sont éliminés dès le premier tour des séries. Ils perdent en quatre matchs contre les Sénateurs d'Ottawa, septième de la conférence de l'Est.
En 2002-2003, Recchi profite d'une blessure de Gagné pour remonter dans le classement interne des Flyers et en 79 matchs, il inscrit 52 points, le deuxième total de l'équipe derrière Roenick. Avec 32 passes, il est tout de même le meilleur passeur de l'équipe mais avec moins de la moitié du total du meilleur passeur de la ligue : Peter Forsberg et ses 77 passes décisives. Deuxièmes de la division, les Flyers passent le premier tour avec difficultés — 4-3 contre les Maple Leafs — mais ils sont encore une fois éliminés par les Sénateurs d'Ottawa, cette fois en six matchs.
La saison 2003-2004 est la dernière que joue Recchi avec les Flyers. Il termine en beauté puisqu'il finit premier passeur, buteur et pointeur de l'équipe avec respectivement 49, 26 et 75 réalisations. Avec Michal Handzuš, deuxième pointeur de l'équipe, ils sont les deux seuls joueurs de l'équipe à disputer l'intégralité des matchs. Les Flyers remportent une nouvelle fois la première place de la saison régulière de la division. Ils passent ensuite les deux premiers tours des séries avant d'échouer aux portes de la finale. Ils perdent 4-3 contre le Lightning de Tampa Bay qui remporte la Coupe Stanley par la suite. Recchi reçoit cette saison son troisième trophée Bobby Clarke plus de dix ans après le premier.

#### De retour avec les Penguins et la Coupe Stanley avec les Hurricanes

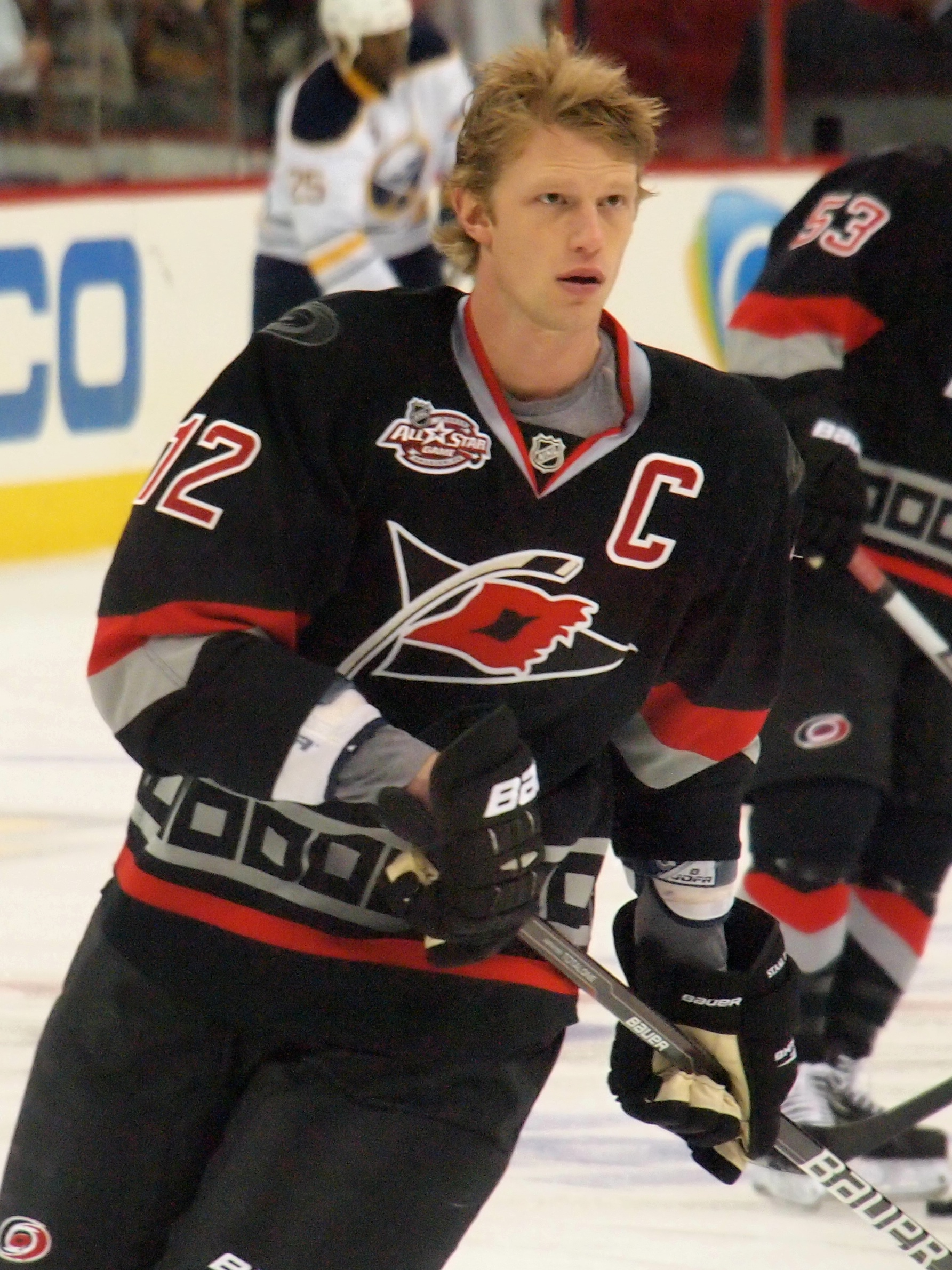
Eric Staal, coéquipier de Recchi avec les Hurricanes de la Caroline en 2006.

En août 2004, Recchi retourne jouer pour l'équipe de ses débuts en signant pour les Penguins en tant qu'agent libre. Il signe alors un contrat de deux ans. Il doit tout de même attendre encore une saison pour retourner dans le Mellon Arena avec le maillot des Penguins, la saison 2004-2005 étant annulée en raison d'un « lock-out ». Au cours de cette pause d'un an, il décide de mettre sa carrière entre parenthèses et de se reposer. Il est rejoint au sein de l'effectif 2005-2006 par LeClair et il retrouve son ancien coéquipier de 1991, désormais un des propriétaires de l'équipe, Mario Lemieux. Tous les trois sont alors les vétérans des Penguins ayant la charge de cadrer les jeunes joueurs de l'équipe dont la vedette Sidney Crosby, premier choix du repêchage de 2005. Peu de temps avant le dernier jour possible d'échange lors de la saison 2005-2006, Recchi renonce à sa clause de non-échange alors que les Penguins sont d’ores et déjà éliminés de la course aux séries. Il rejoint les Hurricanes de la Caroline en échange de Krystofer Kolanos, Niklas Nordgren et d'un choix de deuxième ronde du repêchage de 2007, les Hurricanes étant à la recherche d'un joueur pour remplacer Erik Cole, le deuxième meilleur pointeur de l'équipe, blessé et indisponible au moins jusqu'à la fin de la saison régulière. Il rejoint alors de jeunes joueurs comme Eric Staal ou Justin Williams. Il vient apporter à l'équipe toute son expérience pour les séries éliminatoires. Le contrat est rempli par Recchi qui inscrit 16 points lors des séries et permet aux Hurricanes de remporter leur première Coupe Stanley, la deuxième pour le joueur canadien.

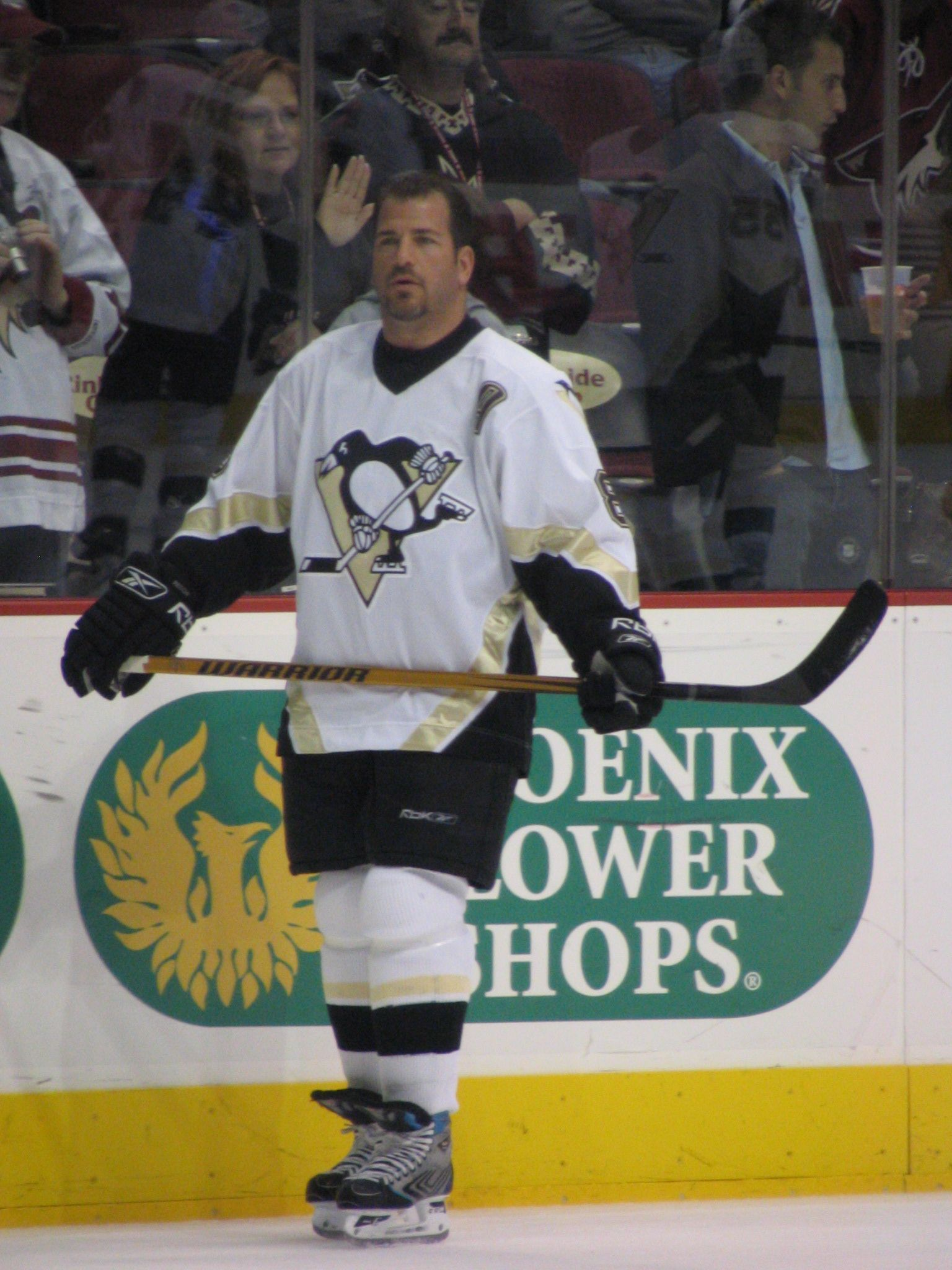
Recchi avec le maillot des Penguins de Pittsburgh.

Le 25 juillet 2006, alors qu'il est agent libre, il signe une nouvelle fois avec les Penguins. Il prend sous son aile le jeune joueur de l'équipe 2006-2007 des Penguins, tout juste repêché de l'OHL, Jordan Staal. Depuis qu'il évolue à Pittsburgh, Crosby loge chez Lemieux et deux vétérans de l'équipe accueillent les deux jeunes joueurs des Penguins : Staal et Ievgueni Malkine, ce dernier étant logé chez son compatriote Sergueï Gontchar. Recchi et Staal jouent sur la même ligne et les Penguins parviennent pour la première fois aux séries éliminatoires depuis 2002. Ils perdent au premier tour contre les Sénateurs d'Ottawa, Recchi étant auteur de quatre passes décisives en cinq matchs. Recchi qui a encore une fois joué l'intégralité des matchs de la saison régulière reçoit deux trophées : celui du meilleur joueur décerné par les autres joueurs — trophée déjà remporté 15 ans plus tôt — ainsi que celui du joueur ayant le plus apporté à la communauté de Pittsburgh l'Edward J. DeBartolo Community Service Award.
Le 26 janvier 2007, Recchi devient le 38e joueur de l'histoire de la LNH à inscrire 500 buts au cours de sa carrière lors d'un doublé contre les Stars de Dallas. Il est le troisième joueur à le faire sous le maillot des Penguins après Lemieux et Joe Mullen. Il termine troisième pointeur de l'équipe derrière Crosby et Malkine.
Au cours de l'intersaison qui suit, les deux vétérans de l'équipe, Recchi et Gary Roberts, sont approchés par la direction de l'équipe afin de connaître leurs intentions pour la saison suivante. Ainsi Ray Shero, directeur général des Penguins, les contacte et leur confie le désir de la direction de les voir tous les deux dans l'effectif 2007-2008. Finalement, le 22 juin les deux vétérans de l'équipe décident de prolonger leur contrat pour une saison supplémentaire.
Pour la saison suivante, il est nommé assistant-capitaine avec Gary Roberts et Sergueï Gontchar, Sidney Crosby étant le nouveau capitaine. Mais très rapidement, de jeunes joueurs de l'équipe de la Ligue américaine de hockey s'affirment aux dépens du vétéran alors âgé de 39 ans. Au début de décembre, Shero décide de se séparer de Recchi en le mettant en ballotage une première fois puis une deuxième. Finalement Recchi rejoint les Thrashers d'Atlanta le 9 décembre. Il joue alors avec Marian Hossa et Pascal Dupuis, futurs joueurs des Penguins, qui prendront le chemin inverse de Colby Armstrong et d'Erik Christensen fin février. L'équipe des Thrashers ne se qualifie pas pour les séries alors que les Penguins échouent en finale de la Coupe. Lors de la finale de Conférence, quand le grand-père paternel de Staal décède, Recchi s'occupe de louer un avion pour que Staal puisse assister à la cérémonie d'enterrement puis revenir au plus tôt avec ses coéquipiers.

#### Le Lightning puis les Bruins

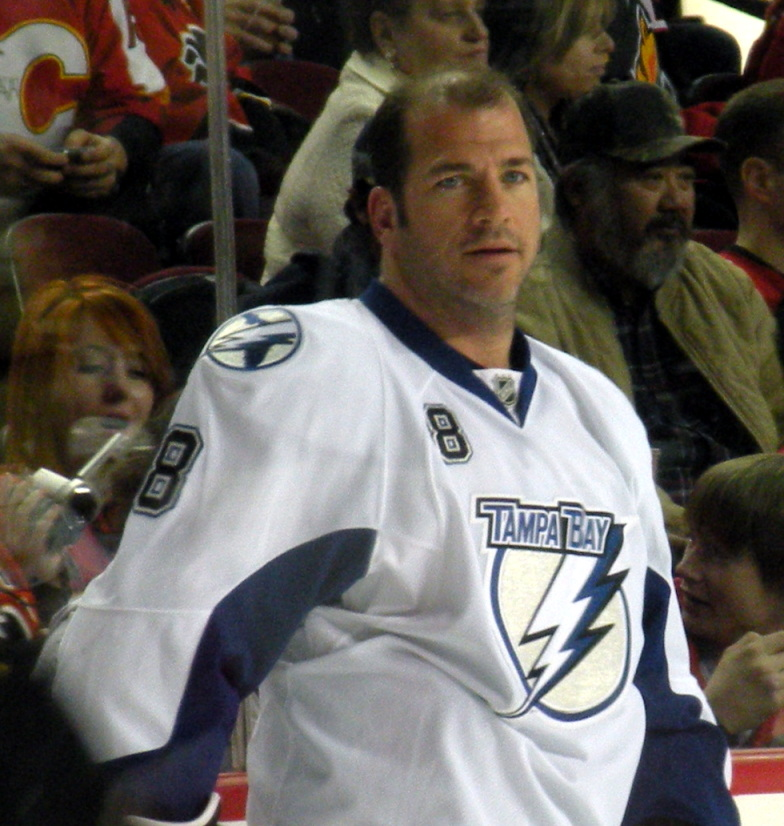
Recchi sous le maillot du Lightning de Tampa Bay lors de la saison 2008-2009.

Le 7 juillet 2008, il signe un contrat pour une saison avec le Lightning de Tampa Bay d'une valeur estimée à 1,25 million de dollars. Il y retrouve alors d'anciens coéquipiers des Penguins : Ryan Malone mais également Roberts. Le 4 mars 2009, Recchi est, pour la cinquième fois de sa carrière, échangé le dernier jour possible des échanges dans LNH, la « trade deadline ». Il rejoint les Bruins de Boston en retour de Matt Lashoff et de Mārtiņš Karsums et prévoit d'être agent libre à l'issue de la saison alors que lors du match du 1er mars, il réalise cinq passes décisives pour la victoire 8-6 de son équipe.
Le 2 juillet 2009, il signe une prolongation de contrat avec les Bruins de Boston pour la saison 2009-2010. Le lendemain, il annonce qu'il s'agira sûrement de sa dernière saison, espérant remporter une nouvelle Coupe Stanley. Il joue le 1er janvier 2010, la Classique hivernale de la LNH 2010 en extérieure contre les Flyers de Philadelphie. Il aide son équipe à remporter le match en inscrivant le but de l'égalisation en détournant un tir de Derek Morris à quelques minutes de la fin. Finalement, Marco Sturm inscrit le but victorieux en prolongation.
Malgré ses déclarations de l'été précédent, il annonce en août 2010 qu'il décide de jouer une nouvelle saison dans la LNH avec les Bruins. Le 24 novembre, il réalise son 1 500e point lors d'une victoire de 3-1 contre les Panthers de la Floride ; il devient le 13e joueur de l'histoire de la LNH à réaliser 1 500 points au cours de sa carrière. Le 29 mars 2011, il réalise une passe décisive sur un but de Johnny Boychuk lors d'une victoire 3-0 contre les Blackhawks de Chicago ; il inscrit par la même occasion le 1 532e point de sa carrière le plaçant à la douzième place des meilleurs pointeurs de l'histoire de la LNH. Le 9 avril, il joue son 1 652e match de sa carrière en dépassant les 1 651 matchs du défenseur retraité Chris Chelios pour se placer à la quatrième place des joueurs ayant joué le plus grand nombre de matchs dans l'histoire de la LNH.
Lors des séries éliminatoires, les Bruins battent tour à tour les Canadiens de Montréal, les Flyers et le Lightning de Tampa Bay pour se qualifier à la finale de la Coupe Stanley pour rencontrer les Canucks de Vancouver, équipe championne de la saison régulière. Il connaît son meilleur match des séries 2011 lors de la sixième rencontre en battant les Canucks 5-2 puisqu'il réalise trois aides le même match. Le 15 juin 2011, il remporte sa troisième coupe Stanley et annonce qu'il prend sa retraite.

### Carrière internationale
Recchi connaît sa première sélection avec l'équipe du Canada junior lors du championnat du monde junior de 1988 qui se joue en Union soviétique. Il fait alors partie de l'équipe qui est championne du monde en remportant six matchs sur sept et avec un match nul contre la Finlande 4-4.
Par la suite, il est sélectionné à deux reprises avec l'équipe du Canada senior pour le championnat du monde et termine à chaque reprise à la quatrième place du classement. Il fait également partie de l'équipe olympique des Jeux de 1998. L'équipe termine une nouvelle fois sur la quatrième marche du podium après une défaite lors des tirs de fusillade contre l'équipe de République tchèque.

## Vie privée
Mark Recchi est marié avec Alexa et ensemble ils ont trois enfants. Une fille nommée Christina et deux garçons : Cameron et Austin.

## Statistiques
| Saison     | Équipe                    | Ligue      |       | Saison régulière | Saison régulière | Saison régulière | Saison régulière | Saison régulière |    | Séries éliminatoires | Séries éliminatoires | Séries éliminatoires | Séries éliminatoires | Séries éliminatoires |
| Saison     | Équipe                    | Ligue      | PJ    | B                | A                | Pts              | Pun              | PJ               | B  | A                    | Pts                  | Pun                  |                      |                      |
| 1984-1985  | Bruins de New Westminster | LHOu       | 4     | 0                | 1                | 1                | 0                | -                | -  | -                    | -                    | -                    |                      |                      |
| 1985-1986  | Bruins de New Westminster | LHOu       | 72    | 21               | 40               | 61               | 55               | -                | -  | -                    | -                    | -                    |                      |                      |
| 1986-1987  | Blazers de Kamloops       | LHOu       | 40    | 26               | 50               | 76               | 63               | 13               | 3  | 16                   | 19                   | 17                   |                      |                      |
| 1987-1988  | Blazers de Kamloops       | LHOu       | 62    | 61               | 93               | 154              | 75               | 17               | 10 | 21                   | 31                   | 18                   |                      |                      |
| 1988-1989  | Penguins de Pittsburgh    | LNH        | 15    | 1                | 1                | 2                | 0                | -                | -  | -                    | -                    | -                    |                      |                      |
| 1988-1989  | Lumberjacks de Muskegon   | LIH        | 63    | 50               | 49               | 99               | 86               | 14               | 7  | 14                   | 21                   | 28                   |                      |                      |
| 1989-1990  | Lumberjacks de Muskegon   | LIH        | 4     | 7                | 4                | 11               | 2                | -                | -  | -                    | -                    | -                    |                      |                      |
| 1989-1990  | Penguins de Pittsburgh    | LNH        | 74    | 30               | 37               | 67               | 44               | -                | -  | -                    | -                    | -                    |                      |                      |
| 1990-1991  | Penguins de Pittsburgh    | LNH        | 78    | 40               | 73               | 113              | 48               | 24               | 10 | 24                   | 34                   | 33                   |                      |                      |
| 1991-1992  | Penguins de Pittsburgh    | LNH        | 58    | 33               | 37               | 70               | 78               | -                | -  | -                    | -                    | -                    |                      |                      |
| 1991-1992  | Flyers de Philadelphie    | LNH        | 22    | 10               | 17               | 27               | 18               | -                | -  | -                    | -                    | -                    |                      |                      |
| 1992-1993  | Flyers de Philadelphie    | LNH        | 84    | 53               | 70               | 123              | 95               | -                | -  | -                    | -                    | -                    |                      |                      |
| 1993-1994  | Flyers de Philadelphie    | LNH        | 84    | 40               | 67               | 107              | 46               | -                | -  | -                    | -                    | -                    |                      |                      |
| 1994-1995  | Flyers de Philadelphie    | LNH        | 10    | 2                | 3                | 5                | 12               | -                | -  | -                    | -                    | -                    |                      |                      |
| 1994-1995  | Canadiens de Montréal     | LNH        | 39    | 14               | 29               | 43               | 16               | -                | -  | -                    | -                    | -                    |                      |                      |
| 1995-1996  | Canadiens de Montréal     | LNH        | 82    | 28               | 50               | 78               | 69               | 6                | 3  | 3                    | 6                    | 0                    |                      |                      |
| 1996-1997  | Canadiens de Montréal     | LNH        | 82    | 34               | 46               | 80               | 58               | 5                | 4  | 2                    | 6                    | 2                    |                      |                      |
| 1997-1998  | Canadiens de Montréal     | LNH        | 82    | 32               | 42               | 74               | 51               | 10               | 4  | 8                    | 12                   | 6                    |                      |                      |
| 1998-1999  | Canadiens de Montréal     | LNH        | 61    | 12               | 35               | 47               | 28               | -                | -  | -                    | -                    | -                    |                      |                      |
| 1998-1999  | Flyers de Philadelphie    | LNH        | 10    | 4                | 2                | 6                | 6                | 6                | 0  | 1                    | 1                    | 2                    |                      |                      |
| 1999-2000  | Flyers de Philadelphie    | LNH        | 82    | 28               | 63               | 91               | 50               | 18               | 6  | 12                   | 18                   | 6                    |                      |                      |
| 2000-2001  | Flyers de Philadelphie    | LNH        | 69    | 27               | 50               | 77               | 33               | 6                | 2  | 2                    | 4                    | 2                    |                      |                      |
| 2001-2002  | Flyers de Philadelphie    | LNH        | 80    | 22               | 42               | 64               | 46               | 4                | 0  | 0                    | 0                    | 2                    |                      |                      |
| 2002-2003  | Flyers de Philadelphie    | LNH        | 79    | 20               | 32               | 52               | 35               | 13               | 7  | 3                    | 10                   | 2                    |                      |                      |
| 2003-2004  | Flyers de Philadelphie    | LNH        | 82    | 26               | 49               | 75               | 47               | 18               | 4  | 2                    | 6                    | 4                    |                      |                      |
| 2005-2006  | Penguins de Pittsburgh    | LNH        | 63    | 24               | 33               | 57               | 56               | -                | -  | -                    | -                    | -                    |                      |                      |
| 2005-2006  | Hurricanes de la Caroline | LNH        | 20    | 4                | 3                | 7                | 12               | 25               | 7  | 9                    | 16                   | 18                   |                      |                      |
| 2006-2007  | Penguins de Pittsburgh    | LNH        | 82    | 24               | 44               | 68               | 62               | 5                | 0  | 4                    | 4                    | 0                    |                      |                      |
| 2007-2008  | Penguins de Pittsburgh    | LNH        | 19    | 2                | 6                | 8                | 12               | -                | -  | -                    | -                    | -                    |                      |                      |
| 2007-2008  | Thrashers d'Atlanta       | LNH        | 53    | 12               | 28               | 40               | 20               | -                | -  | -                    | -                    | -                    |                      |                      |
| 2008-2009  | Lightning de Tampa Bay    | LNH        | 62    | 13               | 32               | 45               | 20               | -                | -  | -                    | -                    | -                    |                      |                      |
| 2008-2009  | Bruins de Boston          | LNH        | 18    | 10               | 6                | 16               | 2                | 11               | 3  | 3                    | 6                    | 2                    |                      |                      |
| 2009-2010  | Bruins de Boston          | LNH        | 81    | 18               | 25               | 43               | 34               | 13               | 4  | 6                    | 10                   | 6                    |                      |                      |
| 2010-2011  | Bruins de Boston          | LNH        | 81    | 14               | 34               | 48               | 35               | 25               | 5  | 9                    | 14                   | 8                    |                      |                      |
| Totaux LNH | Totaux LNH                | Totaux LNH | 1 652 | 577              | 956              | 1 533            | 1 033            | 189              | 61 | 86                   | 147                  | 93                   |                      |                      |

| Année | Compétition                 |   | PJ | B | A | Pts | Pun           |  | Résultat |
| 1988  | Championnat du monde junior | 7 | 0  | 5 | 5 | 4   | Médaille d'or |  |          |
| 1990  | Championnat du monde        | 5 | 0  | 2 | 2 | 2   | 4e place      |  |          |
| 1993  | Championnat du monde        | 8 | 2  | 5 | 7 | 2   | 4e place      |  |          |
| 1998  | Jeux olympiques             | 5 | 0  | 2 | 2 | 0   | 4e place      |  |          |

## Trophées et honneurs

### Trophées de ligues

#### Ligue de hockey de l'Ouest
- 1987-1988 : meilleur passeur de la saison, meilleur pointeur des séries et meilleur ratio +/-

#### Ligue nationale de hockey
- 1988 : repêché par les Penguins de Pittsburgh, quatrième ronde, 67e joueur choisi au total
- Coupe Stanley 1991 avec les Penguins, 2006 avec les Hurricanes de la Caroline et 2011 avec les Bruins de Boston
- Sélectionné pour jouer le Match des étoiles en 1991, 1993, 1994, 1997, 1998, 1999 et 2000

### Trophées d'équipes

#### Penguins de Pittsburgh
- 1989-1990 : trophée Michel Brière de la meilleure recrue de la saison
- 1990-1991 : meilleur joueur de l'équipe selon les dirigeants et selon les autres joueurs de l'équipe (Player's Player Award) et Booster club award
- 2006-2007 : Edward J. DeBartolo Community Service Award, récompense pour le joueur le plus impliqué de l'équipe dans la vie caritative[64] et Player's Player Award

#### Flyers de Philadelphie
- 1992-1993 : trophée Bobby Clarke du meilleur joueur de l'équipe et trophée Yanick Dupré du joueur le plus disponible
- 1999-2000 : trophée Bobby Clarke
- 2003-2004 : trophée Bobby Clarke

#### Canadiens de Montréal
- 1996-1997 : Coupe Molson
- 1997-1998 : Coupe Molson

#### Bruins de Boston
- 2009-2010 : Eddie Shore Award[65]

## Transactions en carrière
- 11 juin 1988 : repêché par les Penguins de Pittsburgh en quatrième ronde, 67e rang.
- 19 février 1992 : échangé aux Flyers de Philadelphie avec Brian Benning et un choix de première ronde en 1992 (Jason Bowen) en retour de Kjell Samuelsson, Rick Tocchet et Ken Wregget.
- 9 février 1995 : échangé aux Canadiens de Montréal en retour de Éric Desjardins, John LeClair et Gilbert Dionne.
- 10 mars 1999 : échangé de nouveau aux Flyers en retour de Dainius Zubrus, un choix de deuxième ronde en 1999 (Matt Carkner) et un choix de sixième en 2000.
- Août 2004 : signe en tant qu'agent libre avec les Penguins
- 9 mars 2006 : échangé aux Hurricanes de la Caroline en retour de Niklas Nordgren, Krystofer Kolanos et un choix de deuxième ronde en 2007.
- 25 juillet 2006 : signe de nouveau en tant qu'agent libre avec les Penguins.
- 4 décembre 2007 : placé au ballotage par les Penguins pour la première fois puis une seconde.
- 9 décembre 2007 : récupéré par les Thrashers d'Atlanta.
- 7 juillet 2008 : signe en tant qu'agent libre avec le Lightning de Tampa Bay.
- 4 mars 2009 : échangé aux Bruins de Boston avec un choix de deuxième ronde en 2010 en retour de Matt Lashoff et Mārtiņš Karsums.